# Estádio 1.º de Maio (Braga)
O Estádio 1.º de Maio localiza-se no Parque da Ponte, freguesia de Braga (São José de São Lázaro e São João do Souto), em Braga, Portugal, tendo até 1974 sido denominado Estádio 28 de Maio.
Está classificado, desde 2012, como Monumento de Interesse Público, estando inserido na zona especial de proteção que engloba todo o Parque da Ponte.
Com capacidade de 28 000 espectadores, foi utilizado pelo SC Braga B e pela equipa de futebol feminino do SC Braga até 11 fevereiro de 2025, aquando da inauguração do miniestádio Amélia Morais construído na Cidade Desportiva do SC Braga.

## História
Nos começos do século XX, surgiu a euforia de um novo desporto, o futebol, e Braga não podia esquivar-se ao entusiasmo que depressa tomou conta da população. Surgiram aqui e além recintos onde se praticava o futebol. Assim assistiu-se ao aparecimento de campos improvisados nos peões e na Rua do Raio. Passados alguns anos, e porque se tornava fundamental fundar um clube que honrasse a cidade e a região, surge o Sporting Clube de Braga, que no campo na Quinta da Mitra, propriedade do Estado, fez um pequeno campo para a prática do futebol. 
A ideia de construção de um novo campo surgiu de seguida e logo se interessaram não só as forças vivas da cidade, como o próprio Estado que através de fundos desbloqueou as verbas necessárias para o empreendimento. Para o projeto (desenhado pelo arquitecto João Simões) foi eleito como arquitecto o engenheiro Travassos Valdez, que idealizou um estádio que ombreasse com o Estádio Nacional, no Jamor, e que tal como este foi construído em pedra pela empresa Azevedo Campos.
No ano de 1946, e com o intuito de comemorar o 21.º aniversário da revolução de 28 de Maio de 1926, foi assinalado o início da construção do estádio. Assim, com o auxílio de uma escavadora foi depositada a primeira pedra.
O 1.º de Maio tem planta simétrica, numa estrutura em granito e betão armado, com bancadas descobertas em torno do campo central, envolvido por pista de atletismo. 
Nas partes laterais da entrada, tem dois painéis de bronze, em alto-relevo, atribuídos ao mestre Barata Feyo.
No dia 28 de Maio de 1950, o presidente do Conselho António de Oliveira Salazar e o presidente da República Óscar Carmona, acompanhados pelo ministro da Marinha e das Obras Públicas, inauguraram o Estádio Municipal que se passou a denominar "28 de Maio". Foram convidados os grupos desportivos da região e organizou-se uma grande parada desportiva. Realizaram-se também dois jogos de futebol onde se disputaram duas taças, uma entre o Futebol Clube do Porto e o Sporting Clube de Braga, que empataram, outra entre o Sport Lisboa e Benfica e o Sporting Clube de Portugal, a qual venceu o Benfica. Esta festa trouxe à cidade um mar de gente, que a inundou logo pela manhã.
A seguir ao 25 de Abril de 1974 o nome de estádio mudou para o atual.
O último jogo oficial do Sporting Clube de Braga no estádio foi em 21 de dezembro de 2003, vencendo o Vitória de Guimarães, no Dérbi do Minho, por 2-1. 
Em 2021, António Salvador, presidente do Sporting Clube de Braga manifestou a vontade de levar o clube de volta para o Estádio 1.º de Maio. "A Pedreira, como projeto arquitetónico, é única, mas não é muito funcional. O 1.º de Maio adequa-se mais à nossa realidade".